# Comté de Sainte-Lucie
Le comté de Sainte-Lucie (anglais : St. Lucie County) est un comté situé dans l'État de Floride, aux États-Unis. 
Son siège est Fort Pierce. Selon le recensement de 2020, sa population est de 329 226 habitants.

## Comtés adjacents
- Comté d'Indian River (nord)
- Comté de Martin (sud)
- Comté d'Okeechobee (ouest)

## Principales villes
- Fort Pierce
- Port Sainte-Lucie
- St. Lucie Village

## Économie
- Centrale nucléaire de Ste Lucie

## Démographie
| Groupe                           | Comté de Sainte-Lucie | Floride | États-Unis |
| -------------------------------- | --------------------- | ------- | ---------- |
| Blancs                           | 71,8                  | 75,0    | 72,4       |
| Afro-Américains                  | 19,1                  | 16,0    | 12,6       |
| Autres                           | 4,6                   | 3,7     | 6,4        |
| Métis                            | 2,6                   | 2,5     | 2,9        |
| Asiatiques                       | 1,6                   | 2,4     | 4,8        |
| Amérindiens                      | 0,4                   | 0,4     | 0,9        |
| Total                            | 100                   | 100     | 100        |
|                                  |                       |         |            |
| Hispaniques et Latino-Américains | 16,6                  | 22,5    | 16,7       |

Selon l'American Community Survey, en 2010, 80,05 % de la population âgée de plus de 5 ans déclare parler l'anglais à la maison, 13,12 % déclare parler l'espagnol, 2,47 % un créole français, 0,76 % le français 0,61 % le portugais, 0,59 % l'italien 0,69 % l'allemand et 2,40 % une autre langue.
| 1910  | 1920  | 1930  | 1940   | 1950   | 1960   |
| ----- | ----- | ----- | ------ | ------ | ------ |
| 4 075 | 7 886 | 7 057 | 11 871 | 20 180 | 39 294 |

| 1970   | 1980   | 1990    | 2000    | 2010    | 2020    |
| ------ | ------ | ------- | ------- | ------- | ------- |
| 50 836 | 87 182 | 150 171 | 192 695 | 277 789 | 329 226 |